# 爱丁堡剧场
爱丁堡剧场（Edinburgh Playhouse）是苏格兰爱丁堡的一所前电影院，现在上演音乐剧和音乐会。它的容量是3,059人，为英国最大的观众容量。类似的建筑汉默史密斯阿波罗剧场（Hammersmith Apollo）有更多的座位，但它只用于音乐会，而不上演音乐剧。爱丁堡剧场现在属于大使剧院集团。

## 历史
剧院于1929年开幕，是一所超级电影院，模仿纽约的Roxy 电影院。它是由专门的电影院建筑师John Fairweather设计，最著名的是他在格拉斯哥的格林剧场（Green's Playhouse）电影院。当时，它是苏格兰最大的电影院和英国第四大。
该建筑在1974年列为B类登录建筑，2008年升格为A类登录建筑。
它每年8月被用作爱丁堡国际艺术节和爱丁堡国际艺穗节的场地。